# 레너드 스톤

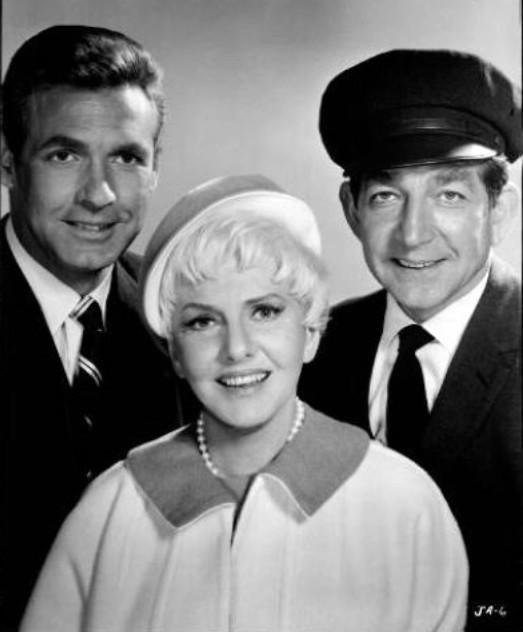

레너드 스톤(Leonard Stone, 1923년 11월 3일 ~ 2011년 11월 2일)은 미국의 배우이다.
세일럼에서 태어났으며 엔시니터스에서 사망하였다. 사인은 암이다.

## 출연 작품
- 서렌더 도로시 (2006년)
- 달리는 사이먼 (1981년)
- 아메리칸 팝 (1981년)
- 하들리 워킹 (1980년)
- 내 친구 바야바 (1977년)
- 형사 Q (1976년)
- 마미 (1974년)
- 소일렌트 그린 (1973년)
- 샌포드 앤 선 (1972년)
- 초콜릿 천국 (1971년)
- 위험한 지혜 (1970년)
- 내 사랑 조디 (1970년)
- 갈등 (1970년)
- 청춘 할아버지 (1967년)
- 사건비화 (1967년)
- 대거라 불리는 남자 (1967년)
- 더 빅 마우스 (1967)
- FBI (1965년)
- 우주가족 로빈슨 (1965년)
- 페이튼 플레이스 2 (1961년)
- 딜론 보안관 (1955년)

### 텔레비전
- 더 도나 리드 쇼 (1961-65)
- 페리 메이슨 (1962-66)
- 제5전선 (1966-72)
- 아이언사이드 (1968-73)
- L.A. 로 (1988-94)